# Гросфаргула
Гросфаргула (нем. Großvargula) — община в Германии, в земле Тюрингия. 
Входит в состав района Унструт-Хайних.  Население составляет 727 человек (на 31 декабря 2010 года). Занимает площадь 15,19 км².